# Białobłocki II
Białobłocki (Ogończyk odmiana Białobłocki, Białobłocki (b)) – polski herb szlachecki, odmiana herbu Ogończyk.

## Opis herbu
Opis zgodnie z klasycznymi regułami blazonowania:
W polu czerwonym półksiężyc srebrny na opak, na którego barku zaćwieczona takaż strzała bez upierzenia.
W klejnocie nad hełmem w koronie dwa ramiona ludzkie naturalne, wzniesione do góry.

## Najwcześniejsze wzmianki
Nieznana geneza odmiany.

## Herbowni
Białobłocki.